# Coleocentrus sixii
Coleocentrus sixii là một loài tò vò trong họ Ichneumonidae.